# Associazione Calcio Cuneo 1905 2007-2008
Questa voce raccoglie le informazioni riguardanti  l'Associazione Calcio Cuneo 1905 nelle competizioni ufficiali della stagione 2007-2008.

## Rosa
| N. |                    | Ruolo | Calciatore              |
| -- | ------------------ | ----- | ----------------------- |
|    | Italia (bandiera)  | A     | Davide Barbieri         |
|    | Italia (bandiera)  | A     | Roberto Chiaria         |
|    | Italia (bandiera)  | C     | Alessandro Colombo      |
|    | Italia (bandiera)  | C     | Marco Cristini          |
|    | Italia (bandiera)  | C     | Andrea Doardo           |
|    | Italia (bandiera)  | D     | Samuele Emiliano        |
|    | Camerun (bandiera) | A     | Samuel Enam Mba         |
|    | Italia (bandiera)  | D     | Modestino Felicello     |
|    | Italia (bandiera)  | C     | Emanuele Ferrari        |
|    | Italia (bandiera)  | A     | Ernesto Luca Fiumicelli |
|    | Italia (bandiera)  | C     | Marco Garavelli         |

| N. |                   | Ruolo | Calciatore          |
| -- | ----------------- | ----- | ------------------- |
|    | Italia (bandiera) | D     | Filippo Gattari     |
|    | Italia (bandiera) | P     | Aldrea Ivaldi       |
|    | Italia (bandiera) | D     | Francesco Madrigano |
|    | Italia (bandiera) | C     | Daniele Niada       |
|    | Italia (bandiera) | C     | Adriano Panepinto   |
|    | Italia (bandiera) | D     | Mosè Pepino         |
|    | Italia (bandiera) | C     | Riccardo Riva       |
|    | Italia (bandiera) | C     | Luca Sapetti        |
|    | Italia (bandiera) | A     | Matteo Scapini      |
|    | Italia (bandiera) | D     | Alberto Schettino   |